# Vojenská junta

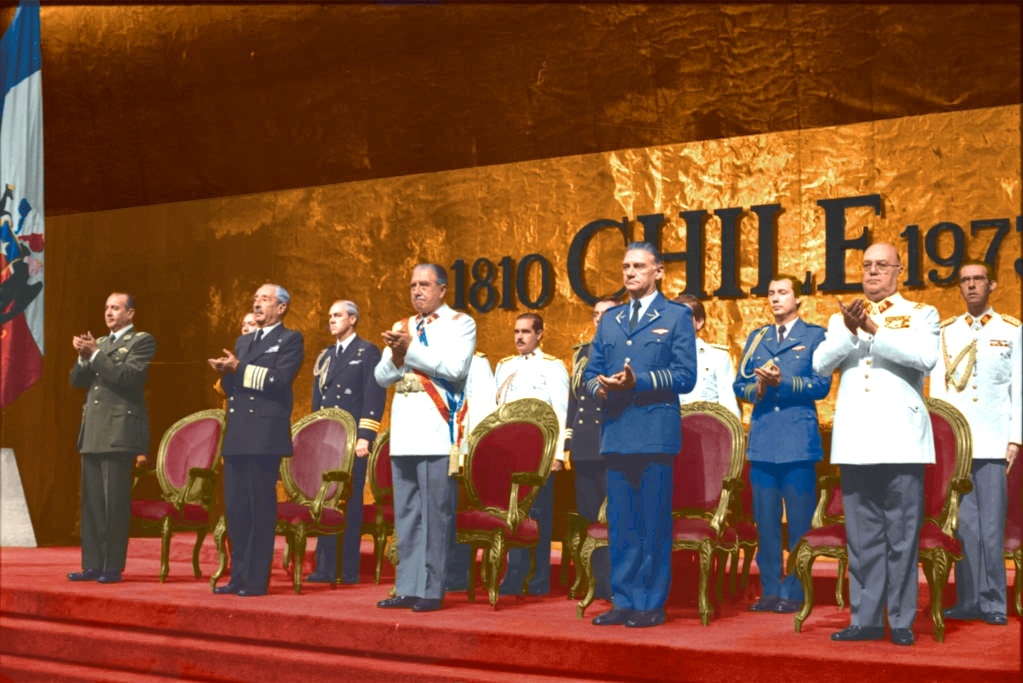
Chilská vojenská junta pod vedením Augusta Pinocheta v březnu 1986

Vojenská junta či chunta (obojí vyslovováno [chunta], ve volném překladu ze španělštiny „vojenská rada“) představuje formu státní vlády řízenou skupinou vojenských představitelů. Užití pojmu vojenská junta pochází z 20. století, kdy se právě takovéto junty ujaly vlády následkem většinou vojenských pučů (většinou v Latinské Americe). Zpravidla se vždy jednalo o dočasnou vládu, mnohdy působící současně s vyhlášeným stanným právem nebo válečným či výjimečným stavem. Vojenská junta se může blížit i k vojenské diktatuře. Pojmy však nejsou totožné.

## Nejznámější vojenské junty
- junta ve Španělsku (1820) (viz Španělsko v 19. a na počátku 20. století)
- junta exrektorů v Mexiku (1944)
- vláda vojenské junty v Paraguayi (1954–1989)
- junty velitelů ozbrojených sil v Bolívii (1970, 1971, 1980, 1981 a 1982)
- nigérijské vojenské junty (1966–1979) a (1983–1998)
- řecká vojenská junta (1967–1974)
- Revoluční vláda ozbrojených sil v Peru (1968–1980) (viz Dějiny Peru)
- Brazilská vojenská junta (1964–1985)
- pravicová vojenská junta Augusto Pinocheta v Chile (1973–1990)
- Derg v Etiopii (v klasické etiopštině termín znamená výbor, komise, rada) (1974–1987)
- období vlády Sandinovské fronty národního osvobození v Nikaragui (1979–1985)[2]
- vojenská diktatura v Salvadoru (1931–1979)
- revoluční vládní junta v Salvadoru (1979–1982)
- vojenská junta na Haiti (1991–1994)[3]
- Rada pro státní mír a rozvoj v Myanmaru (1988–2011; v letech 1988–1997 pod názvem Rada pro obnovení pořádku a státní právo)[4]
- vojenské vlády v Thajsku (1947–2019)
- následné vedení státu po nepokojích vyvolaných studenty univerzity Thammasat v Thajsku (1976–1979)
- vláda premiéra Suchindy Kraprayoona v Thajsku (1991–1992)
- následné vedení státu po vojenském převratu v Thajsku (vláda Rady národní bezpečnosti) (2006–2008)
- vláda vojenské junty v Uruguayi (1973–1985)
- Junta národní spásy v Portugalsku (1974–1976) (viz Karafiátová revoluce)
- vláda vojenské junty el Proceso v Argentině (1976–1983) (viz Dějiny Argentiny, Špinavá válka)
- Alžírská vojenská junta (1961) (viz Alžírská válka)
- Mauritánské vojenské junty (2005–2007) a (2008–2009)[5][6]
- Národní rada pro demokracii a rozvoj v Guineji (2008–2009) (viz Moussa Dadis Camara, Lansana Conté, Ahmed Tidiane Souaré)[7][8]
- za jistou formu vojenské vlády lze považovat i období během stanného práva v Polsku (1981–1983) (viz Dějiny Polska)
- Vojenská diktatura Min Aun Hlaina v Myanmaru (od 2021)
- Pás převratů v africkém Sahelu, zahrnující vojenské diktatury v Guineji (od 2021), Mali (od 2020), Burkině Faso (od 2022), Nigeru (od 2023), Čadu (od 1990) a Súdánu (od 1958) podporované Ruskou federací a Wagnerovou skupinou.